# (1950) Вемпе
(1950) Вемпе (нем. Wempe) — астероид главного пояса, который был открыт 6  октября 1931 года немецким астрономом Карлом Рейнмутом в обсерватории Хайдельберг и назван в честь немецкого астронома Иоганна Вемпе.
Свой оборот вокруг Солнца этот астероид совершает за 3,215 земных года.  